# ماري مونرو
ماري مونرو (بالإنجليزية: Mary Monroe)‏ هي كاتِبة أمريكية، ولدت في 12 ديسمبر 1951.